# 기타우라정 (이바라키현)
기타우라정(北浦町)은 이바라키현 나메가타군에 설치되었던 정이다. 현재의 나메가타시에 해당한다.
2005년 9월 2일. 아소정, 다마쓰쿠리정과 합병해 나메카타시가 되었다.

## 역사
- 1955년 4월 1일 - 다케다촌,쓰즈미촌·가나메촌이 합병해 기타우라촌이 되었다.
- 1997년 10월 1일 - 정으로 승격해 기타우라정이 되었다.
- 2005년 9월 2일 - 아소정, 다마쓰쿠리정과 합병해 나메카타시가 되었다. 동일 기타우라정은 폐지되었다.

## 교통

### 도로
- 국도 제354호선

## 유명출신인
- 오자와 히데아키 (축구선수)